# Iranarpia
Iranarpia és un gènere d'arnes de la família Crambidae.

## Taxonomia
- Iranarpia albalis (Amsel, 1961)
- Iranarpia silacealis (Amsel, 1951)